# Staccato
«  Piqué (musique) » redirige ici. Pour les autres significations, voir Piqué et Pique (musique).

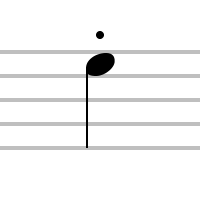
Une noire, surmontée d'un point est à jouer staccato.

Le staccato ou « piqué » — c'est-à-dire en notes détachées — est une indication d'expression et un signe d'accentuation, figurée par un point. Ces notes, dans une phrase musicale, doivent être exécutées en détachant chacune d'elles, avec plus ou moins de légèreté, comme avec des suspensions entre les notes.
C'est la technique instrumentale opposée du legato. On appelle souvent le phrasé intermédiaire non-legato, louré ou même détaché. Le staccato est alors considéré comme davantage détaché, mais moins qu'avec le point allongé sur une note, dont l'exécution requiert plus de vivacité et en même temps, une attaque incisive.

## Notation
Ces notes détachées sont indiquées au moyen d'un point placé au-dessus ou au-dessous de la tête de la note — généralement, à l'opposé de la hampe de la figure de note.
- Exemple :

Parfois, la suspension entre les notes est plus longue ; les notes sont alors appelées notes piquées. D'autres fois, la suspension est plus courte ; les notes sont alors appelées notes portées — appelées parfois, notes lourées.
- Notes piquées et notes portées sont souvent indiquées ainsi :

Remarquons que d'autres signes sont parfois employés pour indiquer des formes spécifiques de staccato. Certains d'entre eux peuvent en même temps faire référence à des nuances et équivalent ainsi à de simples accents. D'autre part, la signification de tous ces signes varie tout spécialement en fonction de l'instrument concerné.

## Technique de jeu
On accentue le changement de note en piquant, en écourtant la note ; selon l'instrument, on relâche la touche au piano, on repose les doigts de la main droite sur les cordes à la guitare, on respire en chant, on fige l'archet sur la corde pour les instruments à cordes, on retient les percussions, on coupe les vibrations de la colonne d'air avec une action sur l'embouchure (utilisation de la langue, du souffle…) pour les instruments à vent, etc.